# قائمة سفراء دولة فلسطين لدى بولندا
سفير دولة فلسطين لدى بولندا هو ممثل دولة فلسطين الرسمي لدى جمهورية بولندا، يقع مقر السفارة الفلسطينية في العاصمة وارسو. يشغل منصب السفير حاليًا محمود يوسف محمد خليفة منذ عام 2018.

## قائمة السفراء
| الترتيب | رئيس البعثة الدبلوماسية | تاريخ الاعتماد الدبلوماسي | تاريخ الانتهاء | رئيس منظمة التحرير الفلسطينية | رئيس بولندا          |
| --- | ----------------------- | ------------------------- | -------------- | ----------------------------- | -------------------- |
| تأسس مكتب ممثلية منظمة التحرير الفلسطينية في وارسو في عام 1976 وحتى عام 1989 تحول إلى سفارة دولة فلسطين لدى بولندا |                         |                           |                |                               |                      |
| 1 | فؤاد محمود ياسين سلايمة | 1976                      | 1983           | ياسر عرفات                    | هنريك جابلونسكي      |
| 2 | عبد الله حجازي          | 1983                      | 1996           | ياسر عرفات                    | هنريك جابلونسكي      |
| | قائم بالأعمال           |                           |                | ياسر عرفات                    | هنريك جابلونسكي      |
| 3 | حافظ فتحي حافظ النمر    | 2000                      | 2005           | ياسر عرفات                    | هنريك جابلونسكي      |
| 4 | خالد نايف غزال صوفان    | 2006                      | 2011           | محمود عباس                    | ليخ كاتشينسكي        |
| 5 | عزمي أحمد نصار دقة      | 15 يناير 2012             | 22 مايو 2017   | محمود عباس                    | برونيسواف كوموروفسكي |
| 6 | محمود يوسف محمد خليفة   | 17 أبريل 2018             | لا يزال        | محمود عباس                    | أندجي دودا           |

## وصلات خارجية
- الموقع الإلكتروني للسفارة الفلسطينية في وارسو